# Vincenc Strouhal
Vincenc Strouhal (Čeněk Strouhal) (n. 10 aprilie 1850 – d. 26 ianuarie 1922) a fost un fizician experimentator, profesor universitar, iar în anii 1903-1904 și rector al Universității Caroline din Praga.

## Biografie
În anii de studii la Universitate a fost studentul lui Ernst Mach și František Josef Studnička.  
Din anul 1875 este asistent al profesorului  Friedrich Kohlrausch la Universitatea din Würzburg.
Din anul 1880 lucrează la Observatorul fizic din Pavlovsk, lângă Sankt Petersburg.
Din anul 1882 lucrează ca profesor de fizică la facultatea de geologie a Universității din New-York
Ulterior este profesor ordinar de fizică la Universitatea Carolină din Praga. 
În anii 1903-1904 - rector al Universității Caroline din Praga.

## Activitatea științifică
Prima lucrare științifică datează din ultuimul an de studenție, 1870. În anii 1871-1875 a lucrat la Observatorul astronomic Clementinium din Praga, unde l-a cunoscut pe un alt astrofizician de valoare din Cehia, pe atunci adjunct - August Seydler. În anul 1876 susține doctoratul la Universitatea din Praga. Urmează lucrări în domeniul termoelectricității și magnetismului.
În cinstea lui Strouhal a fost denumit „Numărul lui Strouhal”, care descrie mecanismele oscilatoare de curgere. A fost membru a mai multor societăți științifice din Cehia și Germania.

## Opera
- Mechanika (1901)
- Akustika (1902)
- Thermika (1908)
- Optika (1919)

## Vezi și
- SAO/NASA Astrophysics Data System (ADS)

1. 1 2 3  The Fine Art Archive, accesat în 1 aprilie 2021
2. ↑  Vincenc Strouhal, SNAC, accesat în 9 octombrie 2017
3. 1 2 3 4 5  regional database of the Municipal Library of Hradec Kralove, accesat în 19 august 2024
4. 1 2  Czech National Authority Database, accesat în 23 noiembrie 2019
5. 1 2  Archiv hl. m. Prahy, Matrika zemřelých v Podolí, sign. POD Z5, s. 170 (în cehă), Sbírka matrik v Archivu hl. m. Prahy[*]
6. ↑  Czech National Authority Database, accesat în 1 martie 2022